# Las Mañaneras
Las Mañaneras, también conocido como Las Mañaneras del Pueblo, es un programa web de conferencias matutinas realizadas por la presidenta de México en compañía de su gabinete político y de periodistas, donde se abordan y se discuten temas relacionados con la vida en México.
Con un formato de transmisión de lunes a viernes, su primera emisión ocurrió el 3 de diciembre de 2018 durante el periodo de gobierno de Andrés Manuel López Obrador.

## Historia
Al principio no se sabía si las conferencias matutinas serían actos cotidianos o solo para ocasiones especiales, pero en enero de 2019, se establecieron formalmente. A pesar de su objetivo principal, durante el mandato de López Obrador, las conferencias fueron criticadas en distintas ocasiones por supuestamente no hablar sobre temas relevantes o diciendo la verdad, llegando a ser denominadas como un «espectáculo». En enero de 2022, el programa fue tema de controversia por el asesinato de la periodista Lourdes Maldonado, quien había sido asistente al mismo en 2019.
En abril de 2023, las transmisiones de dichas reuniones le concedieron a López Obrador posicionarse en el puesto número seis como uno de los streamers más vistos en habla hispana. Superó dicho puesto en septiembre de 2023 al ubicarse en el primer lugar.
En septiembre de 2024, la primera presidenta electa de México, Claudia Sheinbaum, anunció su compromiso de continuar con las conferencias de prensa al término del sexenio de López Obrador, agregando que iniciarían a las 7:00 CST. El 30 de septiembre del mismo año, López Obrador presentó su última mañanera.
El 2 de octubre, un día después de su toma de protesta, Sheinbaum realizó su primera conferencia mañanera con el título La Mañanera del Pueblo, en la que además rememoró a los fallecidos durante la masacre de Tlatelolco en 1968. Entre noviembre y diciembre, las conferencias recibieron el nombre alterno de Las Mañaneras del Pueblo, además de destacarse que su duración era más adecuada a las de López Obrador, pero reprobando los dichos tendenciosos utilizados durante las emisiones.

## Controversias
Desde el inicio de su mandato, López Obrador instauró las conferencias matutinas –conocidas popularmente como "mañaneras"– como un mecanismo para comunicar sus políticas y responder a los cuestionamientos de la prensa. Si bien este formato fue alabado por muchos de sus seguidores por considerarlo una muestra de transparencia, diversas organizaciones de derechos y periodistas lo han criticado por incluir ataques personales, difusión de información no verificada y por favorecer una narrativa centralizada que, según sus detractores, debilita la libertad de expresión en México.

## Galería

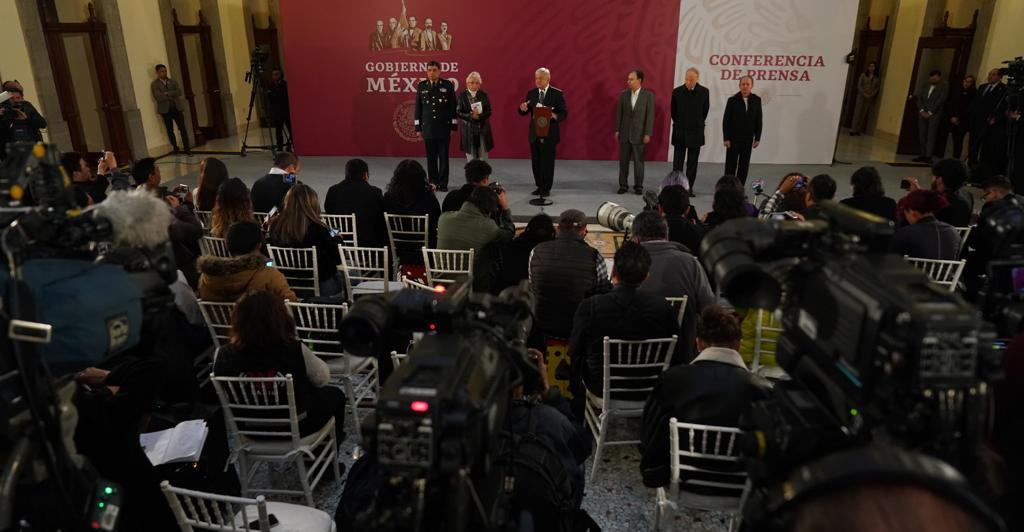
López Obrador en su primera mañanera, 3 de diciembre de 2018.
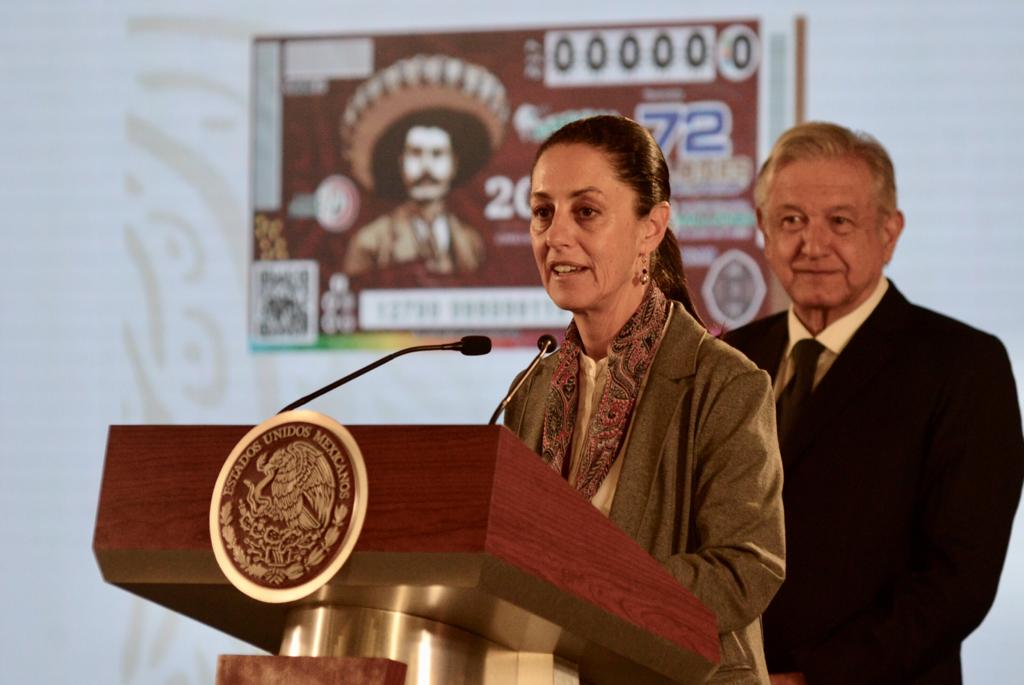
Sheinbaum y López Obrador en la mañanera del 10 de abril de 2019.
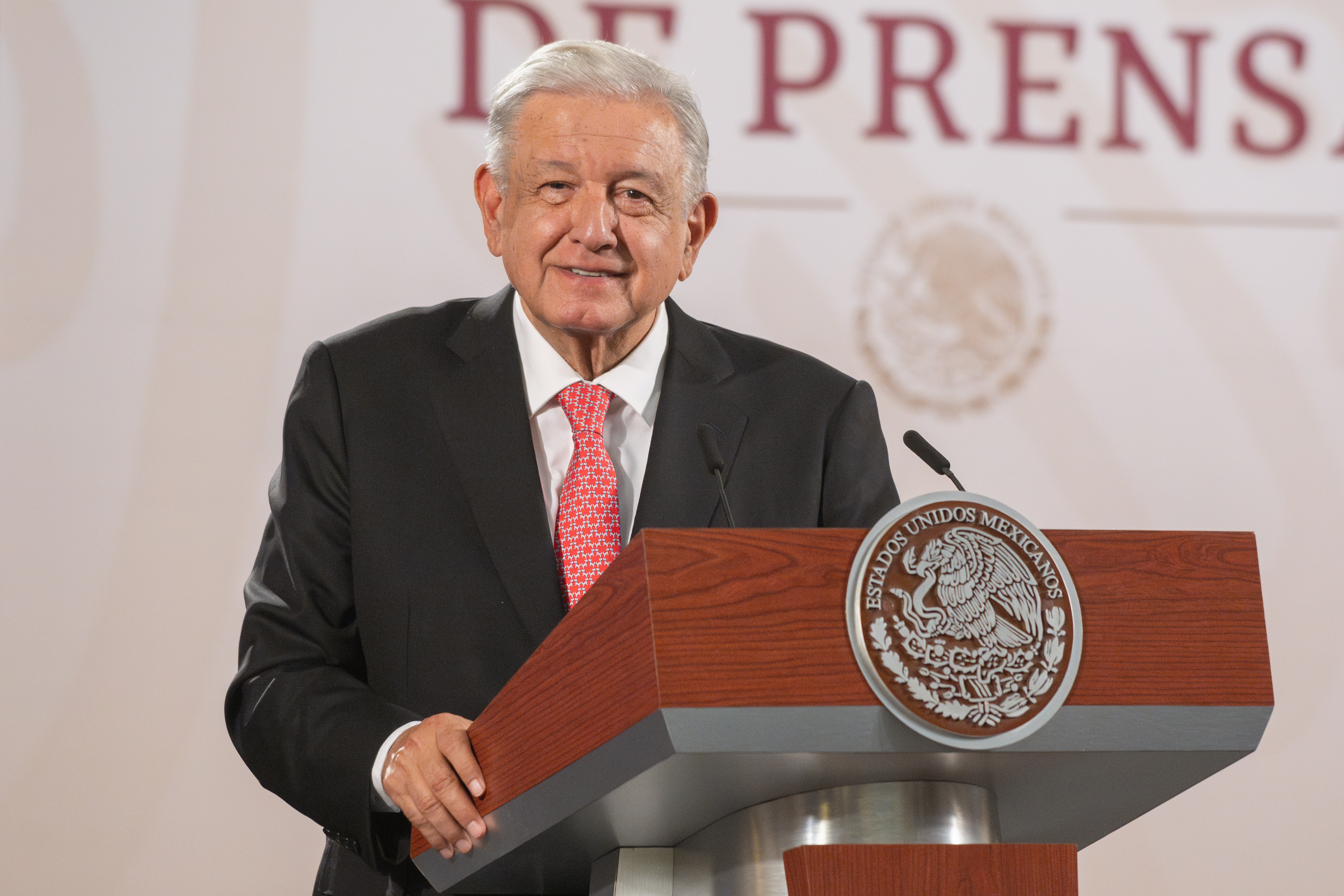
López Obrador en la mañanera del 5 de julio de 2024.
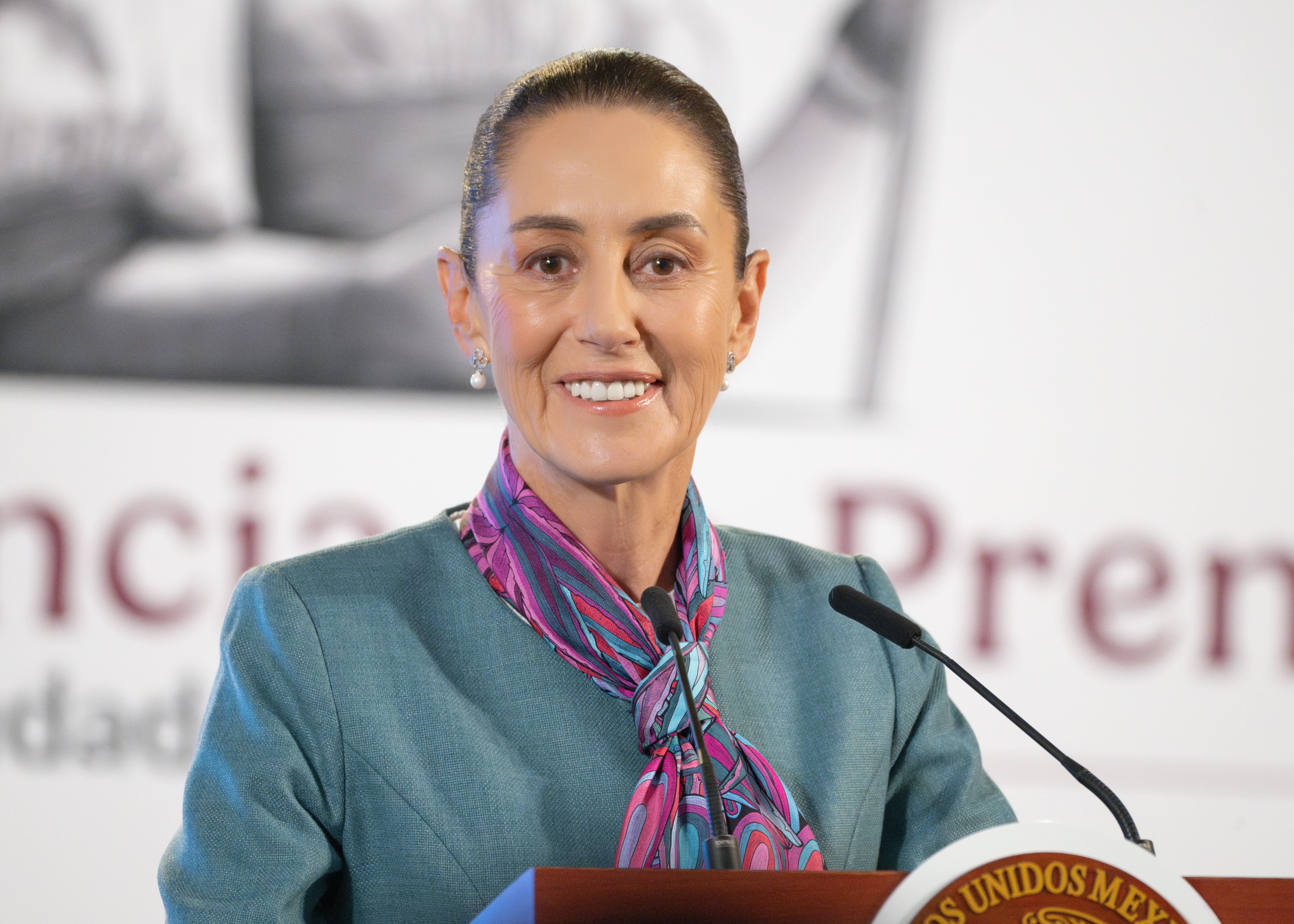
Sheinbaum en la mañanera del 15 de octubre de 2024.